# Delitto d'onore
In diritto, il delitto d'onore è una tipologia di omicidio commesso per recuperare l'onore della propria famiglia, che si considera perduto o compromesso. 
Il delitto d'onore ha origini antichissime: è, infatti, documentato nel Codice di Hammurabi, una fra le più antiche raccolte di leggi scritte, risalente al XVIII secolo a.C. e appartenente alla civiltà babilonese. Nel corso della Storia europea, il delitto d'onore è stato prima previsto, poi tollerato e infine abolito dalla legislazione vigente.
L'idea alla base del delitto d'onore è che il comportamento di un membro della famiglia non riguarda solo lui, ma appunto tutta la sua famiglia. Se il comportamento di questa persona non è conforme alle regole sociali, la famiglia viene "disonorata" perché essa dimostra di tollerare al suo interno questo comportamento, che invece viene giudicato inaccettabile dalla comunità.
Generalmente il comportamento in questione riguarda la castità femminile, in particolare l'essere vergini prima del matrimonio e il restare fedeli durante il matrimonio (cioè non commettere adulterio); la considerazione del divorzio cambia secondo le epoche.
Così come il duello, il delitto d'onore nasce come un modo di "lavare con il sangue" la "macchia" sulla reputazione della famiglia. 
L'omicidio di una donna per causa d'onore è stato analizzato come un caso particolare di femminicidio, che si inquadra in una matrice culturale patriarcale in cui la donna è "proprietà" del marito e va mantenuta 'integra' all'interno del "recinto" del matrimonio. Tuttavia, le vittime del delitto d'onore potevano essere non solo delle donne, ma anche uomini (amanti o aggressori della donna). Gli eventuali figli di un rapporto extra-coniugale (prole illegittima) subìvano un destino differente a seconda delle epoche storiche.
La pratica dell'ordalia e le sue equivalenti intendevano evitare di uccidere una persona che fosse calunniata, tramite quello che veniva considerato un "giudizio divino" sulla sua innocenza.

## Delitti contro l'onore e delitto d'onore
Nelle legislazioni in cui è contemplato, l'onore, cioè la reputazione sociale, è riconosciuto come un valore rilevante. 
Coloro che perdono l'onore vanno incontro a forme di ostracismo: non vengono più trattati con rispetto e dignità, i conoscenti possono togliere loro il saluto, i commercianti possono smettere di vendere loro le merci ecc.
Ancora oggi, vengono detti delitti contro l'onore dei delitti penali che attentano alla reputazione di una persona. Per esempio, la diffamazione o l'ingiuria: non danneggiano la persona concretamente, ma danneggiano la sua reputazione in società, la ostracizzano e quindi comunque le procurano un danno anche grave. 
Si pensa che la persona "offesa nell'onore" abbia il diritto di difendersi. 
Così come il duello, il delitto d'onore nasce come difesa della reputazione di una persona o di una famiglia. Dal XV secolo fino circa al XIX secolo, il duello veniva usato in Europa per ottenere "soddisfazione", cioè appunto ristabilire l'onore e la rispettabilità di una persona. Chi si rifiutava di battersi in duello perdeva il suo onore ed era coperto di "disonore" (diventava cioè "disonorato"). Per esempio, nel film Pasqualino Settebellezze (1975), tratto da una storia vera accaduta a Napoli negli anni 1930, un guappo decide di uccidere in un duello rusticano un lenone che aveva obbligato con l'inganno sua sorella a lavorare come prostituta, quindi "disonorandola", perché da un lato le toglieva l'onore del matrimonio dall'altro la obbligava a un mestiere considerato disdicevole. 
Analogamente, il delitto d'onore era considerato un modo di "lavare nel sangue" una "macchia" sulla reputazione della famiglia. La macchia riguarda generalmente la condotta sessuale di una donna relativamente all'istituto del matrimonio. Se viene messa in discussione la sua verginità, castità e purezza, viene intaccata di conseguenza la rispettabilità di tutta la sua famiglia, in quanto essa tollererebbe un comportamento non conforme alle norme sociali.

### Circostanze
Come si è detto, il delitto d'onore si inquadra nell'istituto sociale e giuridico del matrimonio. Chi compie un delitto d'onore generalmente considera che la donna in questione ha perduto la sua castità e con essa, il suo onore. Di conseguenza, il marito della donna oppure la famiglia di lei possono decidere di ucciderla, quando ella viene accusata di:
- avere rapporti sessuali prima del matrimonio e dunque non essere più vergine al momento del matrimonio[4].;
- rifiutare un matrimonio combinato o un matrimonio forzato[5];
- chiedere il divorzio o separarsi dal marito;
- tradire il marito.

Il delitto d'onore può quindi prendere la forma di un uxoricidio, se la vittima è una moglie. Se la vittima è una madre, si parla di matricidio, se è una sorella si parla di sororicidio e se è una figlia di figlicidio. Queste ultime tre categorie vengono solitamente fatte rientrare nella categoria del parricidio.
Sia la perdita della verginità che il tradimento del marito possono avvenire per volontà della donna, oppure a seguito di uno stupro. Per esempio, nel 2009 i giornali italiani hanno riferito di una giovane giordana che era stata uccisa da suo zio, perché era stata violentata.

Alla base di questo comportamento è l'idea che la donna sia sempre consenziente a un rapporto sessuale: l'espressione latina Vis grata puellae ("la violenza è gradita alla fanciulla") esprimeva l'idea che nel corteggiamento l'uso della violenza non è mai completamente sgradito alla donna. Le critiche femministe parlano a questo proposito di cultura dello stupro, una mentalità che normalizza e incoraggia l'aggressione sessuale.

### Messa a morte dell'amante o aggressore
Il delitto d'onore è documentato nel Codice di Hammurabi (XVIII secolo avanti Cristo): il rigo 129 stabiliva che se una donna sposata fosse colta in flagrante a tradire il marito con un amante, sia lei che l'amante avrebbero dovuto essere uccisi, tramite annegamento. Se però si trattava di una giovane non sposata, si presumeva la violenza sessuale e dunque veniva messo a morte soltanto l'uomo.
Nell'Antica Grecia, le Leggi di Dracone stabilivano che il reato di omicidio doveva essere riconosciuto da un tribunale; tuttavia vi era l'eccezione dell'"omicidio giusto" (φόνος δίκαιος, phónos díkaios): in caso di relazione extra-coniugale della moglie, della figlia, della sorella, della madre o della concubina, al cittadino ateniese era consentito ucciderla, se colta in flagranza di reato. Con la sua orazione "Per l'uccisione di Eratostene", Lisia assunse la difesa del cittadino ateniese Eufileto, accusato di aver ucciso premeditatamente Eratostene di Oe; Lisia intendeva dimostrare la legittimità dell'omicidio presentandolo come un caso di "φόνος δίκαιος" (phónos díkaios), sostenendo che Eufileto avesse ucciso Eratostene perché quest'ultimo intratteneva una relazione adulterina con sua moglie.
Nell'Antica Roma, la Lex Iulia de adulteriis coercendis emanata dall'imperatore Augusto autorizzava l'omicidio della donna e dell'amante di lei, anche se solo in determinate circostanze (per esempio, se l'amante era di una classe sociale più bassa). Si prevedeva inoltre l'esilio o altre pene pecuniarie. Ciò valeva non solo per l'adulterio in senso stretto (crimen adulterii) ma anche per incesto, stupro e lenocinio.. In epoca imperiale, si riscontra la graduale reintroduzione o accettazione del delitto d'onore da parte del marito, che riceveva uno sconto di pena in virtù del "giusto dolore" (iustus dolor) che provava vedendosi tradito. Marco Aurelio e poi Commodo punivano l'omicida per non aver saputo controllare i propri sentimenti, ma non con la pena prevista per gli omicidi generici, bensì con i lavori forzati (per le basse classi sociali) o la relegatio in insulam (per le alte classi sociali).
Anche l'uccisione dell'adultero da parte del marito, accettata dalla Lex Iulia solo in determinate condizioni, qualora avvenisse in condizione d'illegalità diveniva giustificabile e punita con pena più lieve rispetto alla solita della lex Cornelia.

### Matrimonio riparatore
Se la donna che aveva perduto il suo onore era una giovane non ancora sposata, per questa si poteva fare ricorso al matrimonio riparatore. 
Il costume delmatrimonio riparatore è attestato nella Bibbia (Deuteronomio 22:23-29) e aveva per funzione di estinguere il reato, salvando l'onore della donna e anche la vita dell'aggressore.

### Infanticidio della prole
Benché la dicitura "delitto d'onore" designi solitamente l'omicidio della donna, la motivazione dell'onore poteva riguardare anche l'omicidio dei figli, in altre parole l'infanticidio. 
Com'è noto, nell'Antichità romana il marito e padre, detto "pater familias", aveva la libertà di decidere se allevare o meno i propri figli, quindi eventualmente di "esporre" i neonati indesiderati. Invece con l'avvento del Cristianesimo, l'infanticidio viene considerato un crimine e si diffuse la pratica della ruota degli esposti per salvare i bambini indesiderati, fra cui i figli di relazioni adulterine.
Se in un primo tempo, si attribuiva la responsabilità della gravidanza solamente alla madre, a partire dall'Illuminismo si iniziò a prendere in considerazione l'impatto degli stupri che aumentavano in tempo di guerra.
Filosofi e giuristi tra cui Immanuel Kant, Cesare Beccaria, Carrara, Gian Domenico Romagnosi iniziano a prendere in considerazione il fatto che le madri che uccidevano i neonati andavano almeno in parte compatite, in quanto esse potevano essere di umilissima origine e avere subìto violenza magari da parte di qualche aristocratico o soldato di passaggio, e cercavano di sfuggire al disdoro sociale sopprimendo il neonato.
L'articolo 369 del codice penale Zanardelli del 1889 faceva propria questa prospettiva e riconosceva le attenuanti anche a chi commetteva un infanticidio per causa d'onore, uccidendo dei figli nati fuori dal matrimonio. Questi figli erano chiamati "prole illegittima". Le attenuanti erano valide purché il bambino non fosse nato da più di cinque giorni e comunque non fosse iscritto nei registri dell'anagrafe. 
Questa disposizione è stata abrogata nel 1930 con il Codice Rocco, tuttora in vigore. Secondo l'articolo 576, chi uccide un neonato o un bambino per motivi d'onore rischia fino a 30 anni di prigione

### Ordalia
È importante ricordare che basta un pettegolezzo per intaccare la reputazione di una persona. La pratica dell'ordalia intendeva verificare l'innocenza o colpevolezza di una persona, che veniva accusata di un crimine, affidandola al "giudizio divino".
Benché il nome "ordalia" faccia riferimento a una istituzione germanica, vi sono testimonianze antiche che fanno pensare a usanze analoghe all'ordalia. 
In Mesopotamia, si riferiscono all'ordalia del fiume o, più precisamente, del dio fiume. Le più antiche si ritrovano nel cd. “Codice sumero di Ur-Nammu“, sovrano che regnò dal 2112 al 2095 a.C. L'ordalia è prevista anche nel diritto babilonese ed in particolare nel Codice di Hammurabi, che regnò dal 1792 al 1750 a.C. Ulteriori richiami alla prova del fiume sono contenuti nelle leggi cd. medioassire, relative al periodo dal 1424 al 1076 a.C. Nella maggior parte dei casi l'applicazione dell'ordalia è prevista con riguardo ad ipotesi di accuse di adulterio mosse a donne maritate, che rischiavano la morte per causa d'onore per mano del marito o della famiglia.
Presso gli Ebrei, è registrata una forma di ordalia dell'acqua, che consisteva nel consumo di "acqua amara" senza subire danno. Anche qui, si tratta di una prova usata contro una donna accusata di aver commesso adulterio, e che per questo rischia la lapidazione. La prova è chiamata Sotah ed è attestata nei Numeri quarto libro della Torah ebraica e della Bibbia cristiana. 
(La Bibbia, C.E.I., Numeri 5, 19)
Nell'Antica Roma, Valerio Massimo ricorda la prova cui dovette sottoporsi Tuccia, una vestale accusata di aver violato il voto di castità (incestum) e che per questo rischiava la morte. La vestale chiese di poter provare la sua innocenza sottoponendosi a una prova consistente nel tentare di raccogliere l'acqua del Tevere con un setaccio, dopo aver richiesto l'aiuto della dea Vesta. La prova riuscì e Tuccia venne ritenuta innocente.
Nelle costituzioni di Melfi del 1231 Federico II di Svevia proibì l'ordalia poiché era considerata "irrazionale".
Secondo Voltaire, benché formalmente abbandonata, l'ordalia rimase in uso per lungo tempo nella forma della tortura dell'imputato.

## Analisi sociologiche
Il linguista André Martinet negli anni 1950 ricordava il collegamento storico tra questi fenomeni e il patriarcato, inteso come controllo della paternità
Ed effettivamente, anche i bambini nati fuori del matrimonio potevano essere uccisi per causa d'onore: questi figli erano chiamati prole illegittima.
A partire dagli anni 1990, Marcela Lagarde e altri sociologi hanno sviluppato la nozione di femminicidio, che analizza determinate tipologie di casi di omicidio di donne come dovute a fattori culturali legati al genere.

## Ordinamento italiano
In Italia, per un certo periodo storico, la commissione di un delitto perpetrato al fine di salvaguardare l'onore (ad esempio l'uccisione del coniuge adultero o dell'amante di questo o di entrambi) era sanzionata con pene attenuate rispetto all'analogo delitto di diverso movente, poiché si riconosceva che l'offesa all'onore arrecata da una condotta "disonorevole" equivaleva a gravissima provocazione, e la riparazione dell'onore non causava riprovazione sociale.

### 1889 Codice Zanardelli
Nel Codice penale Zanardelli, l'articolo 377 prevedeva le circostanze attenuanti sia per i parenti maschi sia per le parenti femmine della donna uccisa:

### 1930 Codice Rocco
Nel Codice Rocco le circostanze attenuanti vengono riconosciute non solo al marito ma anche alla donna che uccideva il marito fedifrago.
Codice Penale, art. 587
Chiunque cagiona la morte del coniuge, della figlia o della sorella, nell'atto in cui ne scopre la illegittima relazione carnale e nello stato d'ira determinato dall'offesa recata all'onor suo o della famiglia, è punito con la reclusione da tre a sette anni. Alla stessa pena soggiace chi, nelle dette circostanze, cagiona la morte della persona che sia in illegittima relazione carnale col coniuge, con la figlia o con la sorella.
L'art. 587 del codice penale consentiva quindi che fosse ridotta la pena per chi uccidesse la moglie, il marito, la figlia o la sorella al fine di difendere "l'onor suo o della famiglia". La circostanza prevista richiedeva che vi fosse uno stato d'ira (che veniva in pratica sempre presunto). La ragione della diminuente doveva reperirsi in una "illegittima relazione carnale" che coinvolgesse una delle donne della famiglia oppure il marito. Anche l'altro protagonista della illegittima relazione poteva dunque essere ucciso contro egual sanzione.
A titolo di chiarimento sulle mentalità generali su queste materie, almeno al tempo della promulgazione del Codice Rocco (che però riprendeva concetti già presenti nel Codice Zanardelli), va detto che contemporaneamente vigeva l'istituto del "matrimonio riparatore", che prevedeva l'estinzione del reato di violenza carnale nel caso che lo stupratore di una minorenne accondiscendesse a sposarla, salvando l'onore della famiglia.

### 1968 Corte Costituzionale
Quanto all'ordinamento penale italiano, la prima innovazione venne dalla Corte Costituzionale, la quale aveva sancito l'incostituzionalità dell'art. 559 c.p., che prevedeva la punizione del solo adulterio della moglie e non anche del marito e del concubinato del marito (sentenze n. 126 del 19 dicembre 1968 e n. 147 del 3 dicembre 1969, ma in precedenza, nel 1961 si era già espressa in senso opposto). La prima sentenza era seguita, almeno temporalmente, ad un disegno di legge (n.4849, presentato alla Camera dei deputati il 6 febbraio 1968) dell'on. Oronzo Reale, ministro Guardasigilli, che proponeva l'abrogazione delle speciali previsioni sulle lesioni e sull'omicidio "a causa d'onore", proposte riprese pochi mesi dopo da un progetto di revisione dell'ordinamento penale affidato a Giuliano Vassalli. Le proposte erano restate senza effetto, sia per problemi di insufficiente durata delle legislature, sia per una certa posizione di "non sgradimento" da parte dell'opinione pubblica (stigmatizzata, con una certa eco, dal giurista Pietro Nuvolone, il quale sottolineò come non si potesse non tenerne conto).

### 1981 Legge 442

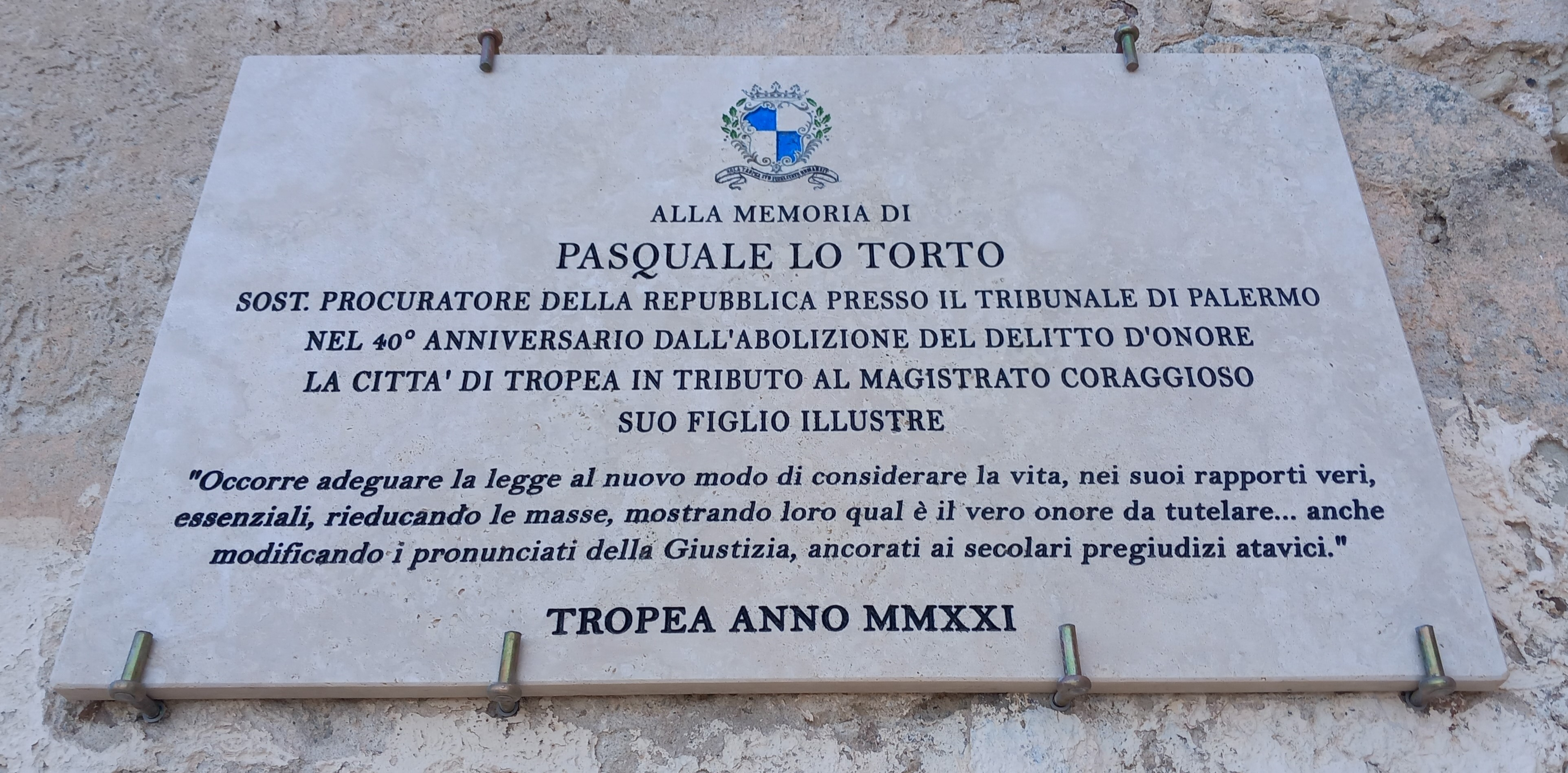
Memoria di Pasquale Lo Torto a Tropea

Dopo l'abrogazione del reato di adulterio nel 1968, dopo l'introduzione del divorzio nel 1970 (legge 898), dopo la riforma del diritto di famiglia nel 1975 (legge 151), dopo l'introduzione dell'aborto nel 1978 (legge 194), le disposizioni sul delitto d'onore sono state abrogate il 5 agosto 1981 (legge 442).

## In Italia oggi
Femminicidi come "esecuzioni" di donne adultere sono stati registrati di recente in Italia nelle organizzazioni di tipo mafioso, come la 'Ndrangheta, in particolare quando una donna ha avuto una relazione affettiva con un membro di un "clan" rivale. Questo è stato il caso di Francesca Bellocco, moglie di Salvatore Barone e madre di Francesco Barone, entrambi membri della cosca Bellocco: poiché Francesca Bellocco intratteneva una relazione con Domenico Cacciola, esponente della cosca Cacciola, suo figlio la uccise con la complicità di due sicari.
Nel 2021, l'Omicidio di Saman Abbas, giovane di origine pachistana si è configurato come un caso di delitto d'onore agito dalla famiglia di lei per essersi rifiutata di sposarsi con un matrimonio combinato.

## Nel mondo

### Pakistan
In lingua urdu il delitto d’onore viene chiamato karo kari, ed è vietato dal sistema giudiziario pakistano, ma sfugge facilmente al controllo delle autorità
il Pakistan conta il numero pro capite più elevato al mondo di delitti d’onore documentati, secondo le Nazioni Unite su cinquemila in tutto il mondo, mille donne all'anno sono vittime in Pakistan, senza contare i casi che potrebbero essere avvenuti senza essere documentati.
Questa pratica è radicata soprattutto nella provincia del Sindh, dove la lapidazione è alimentata e perpetuata dal cosiddetto Wadera, il sistema feudale che governa il territorio e le comunità. I signori feudali si avvalgono della jirga, ovvero l’assemblea dei leader della comunità, che conta molto di più del sistema giuridico statale e decide su tutte le questioni rilevanti per il territorio locale.

## Nella cultura
Un delitto d'onore è un romanzo di Giovanni Arpino del 1960. Il libro è arrivato secondo nella finale del Premio Strega 1961, vinto da Raffaele La Capria. È stato tradotto in numerose lingue straniere.
Il film Divorzio all'italiana del 1961 di Pietro Germi è l'adattamento del romanzo di Giovanni Arpino Un delitto d'onore - in origine una vicenda drammatica ambientata nell'Irpinia degli anni venti - in un sarcastico ritratto della mentalità siciliana, prendendo di mira l'articolo 587 del codice penale che regolava il delitto d'onore, il quale verrà abolito venti anni dopo.
Il romanzo autobiografico Bruciata viva ("Brûlée vive") scritto da Suad, pubblicato nel 2003 in Francia, è una testimonianza di una sopravvissuta a un delitto d'onore. In Italia è stato pubblicato nel 2007 da Edizioni Piemme.
Farinacci Michele, Delitto d'onore a Civitella del Tronto. Don Carlo Pisacane e Gaetana Michilli, Teramo, Duende, 2015.